# Echinocyamus apicatus
Echinocyamus apicatus is een zee-egel uit de familie Echinocyamidae.
De wetenschappelijke naam van de soort werd in 1948 gepubliceerd door Theodor Mortensen.